# 그레이트카이섬자이언트쥐
그레이트카이섬자이언트쥐(Uromys siebersi)는 쥐과에 속하는 설치류의 일종이다. 말루쿠 제도 카이브사르섬의 토착종이다.

## 특징
꼬리 길이 218~234mm를 제외한 몸길이가 250~280mm에 이르는 대형 설치류다. 발 길이는 47~50mm이고 귀 길이는 22~26mm이다. 등 쪽 털은 밝은 갈색을 띠는 반면에 배 쪽은 작고 희끄무레한 털로 덮여 있다.

## 분포 및 서식지
말루쿠 제도 카이제도의 카이브사르섬에서 포획된 두 점의 표본만이 알려져 있다. 열대 습윤 숲 일차림과 이차림에서 서식하는 것으로 추정하고 있다.